# El Grado
El Grado – miejscowość i gmina w prowincji Huesca w Hiszpanii. W roku 2004 miejscowość zamieszkiwało 511 mieszkańców.
W pobliżu miasta znajduje się zbiornik wodny o tej samej nazwie.